# Sveta Nedelja-kyrkan
Sveta Nedelja-kyrkan (bulgariska: Църква "Света Неделя"; translitteration: Tsarkva "Sveta Nedelya") är en bulgarisk-ortodox kyrkobyggnad belägen i Bulgariens huvudstad, Sofia.
Kyrkan tillhör det bulgarisk-ortodoxa stiftet Sofias stift.

## Terroristattack
Den 16 april 1925 utsattes kyrkan för ett terroristattentat av Bulgariens kommunistiska parti.

## Bilder

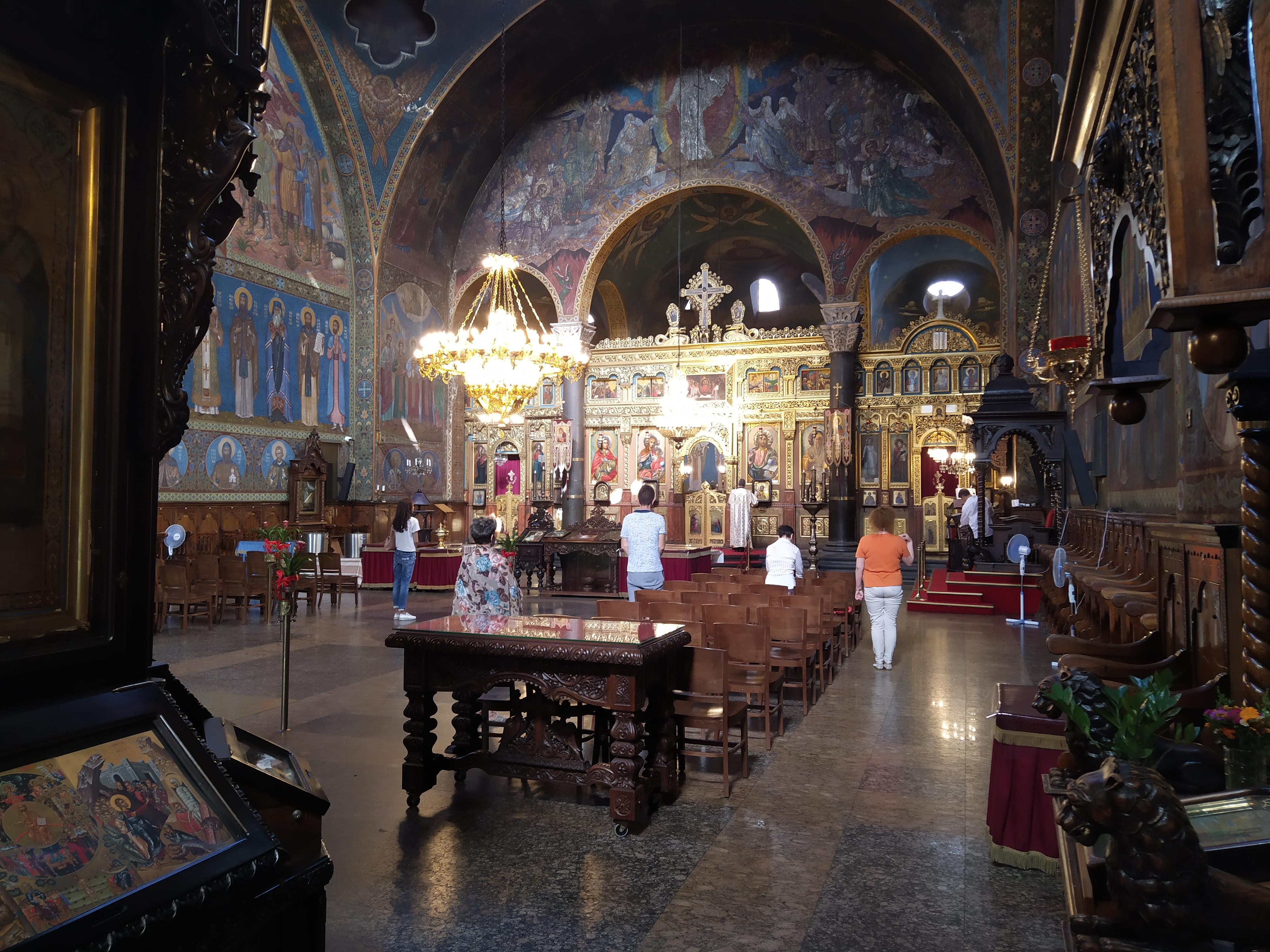
Kyrkans interiör mot ikonostasen.
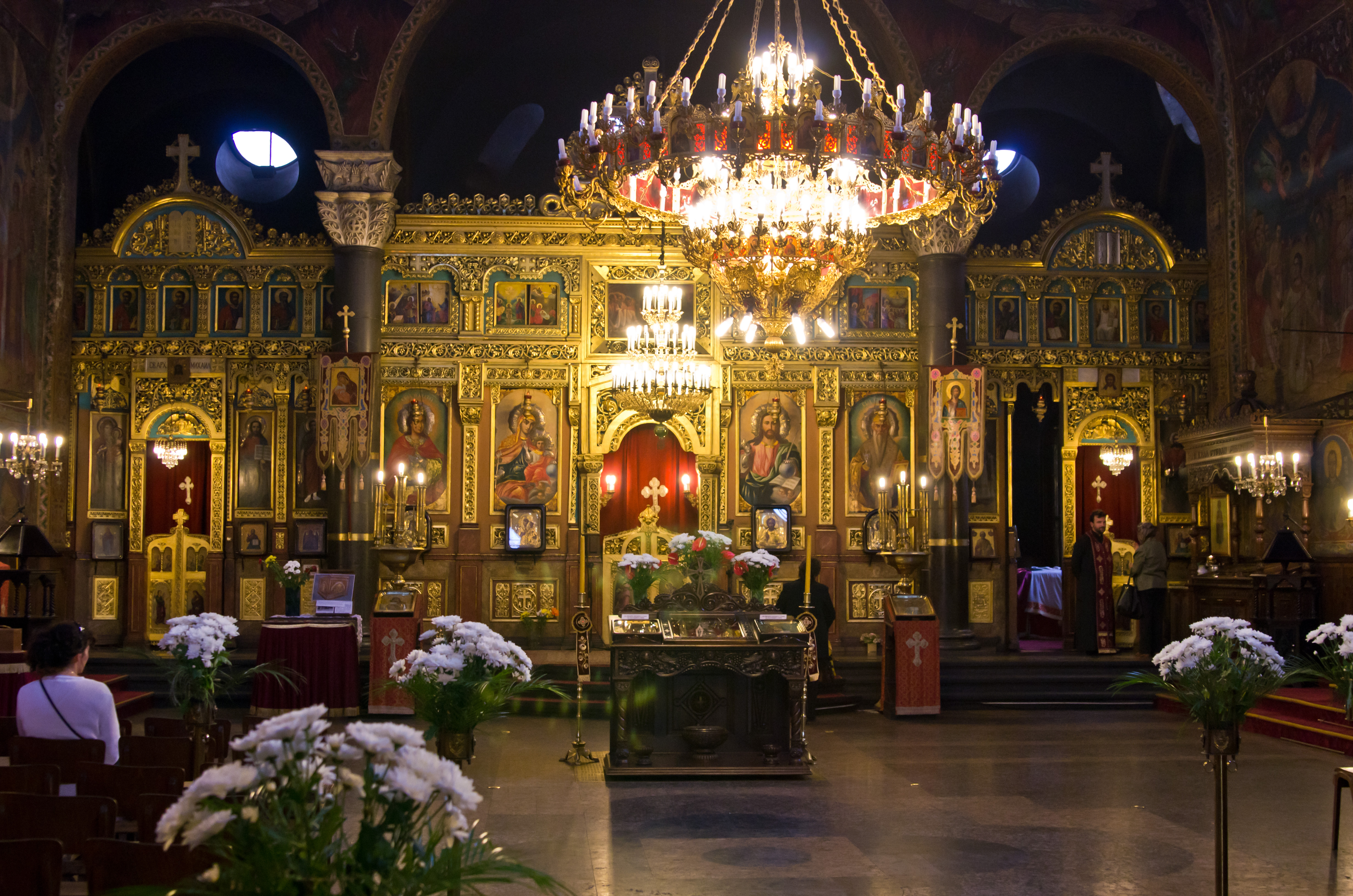
Ikonostasen.
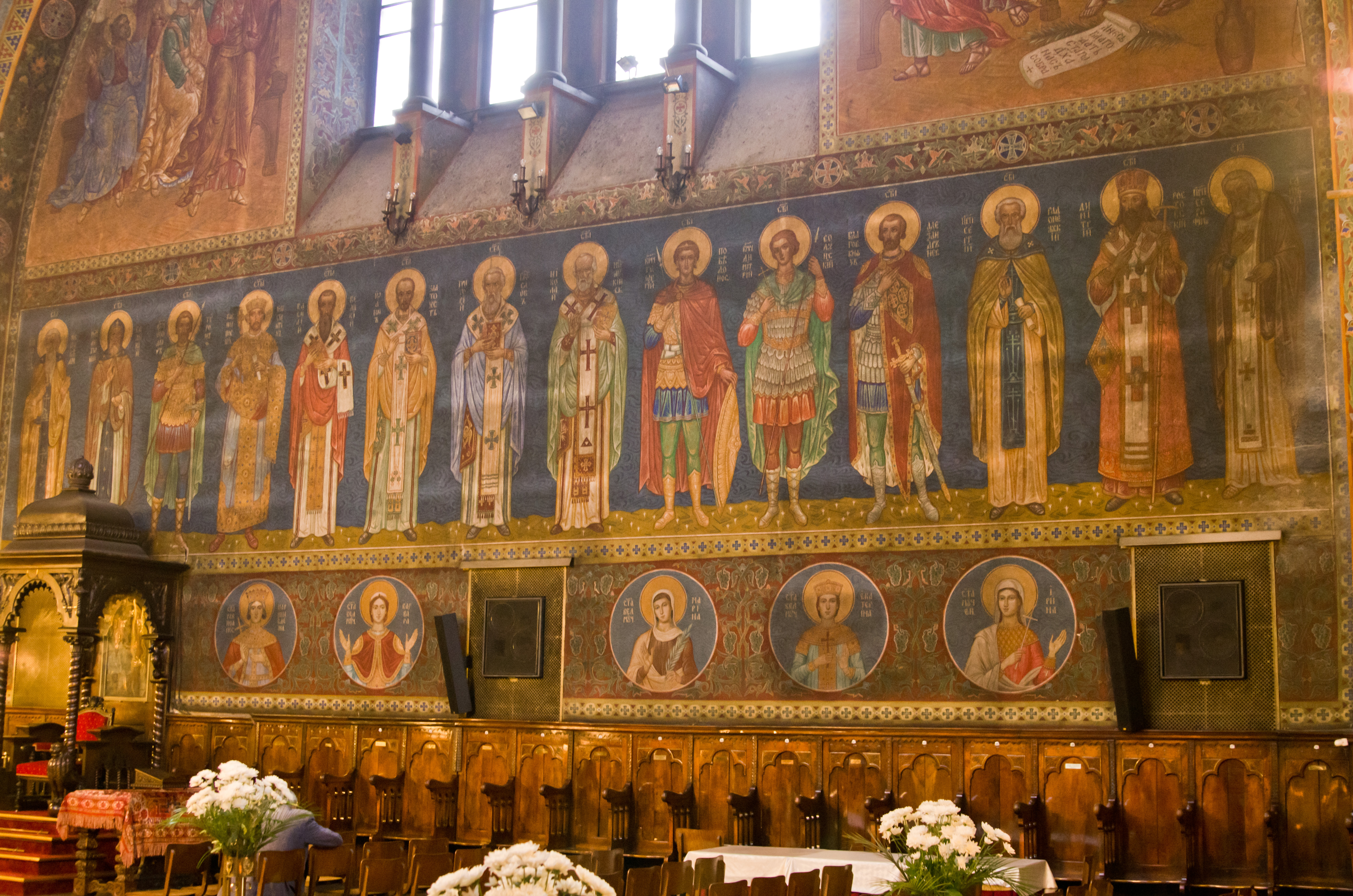
Väggmålningar.
- Kyrkklockorna hörs.
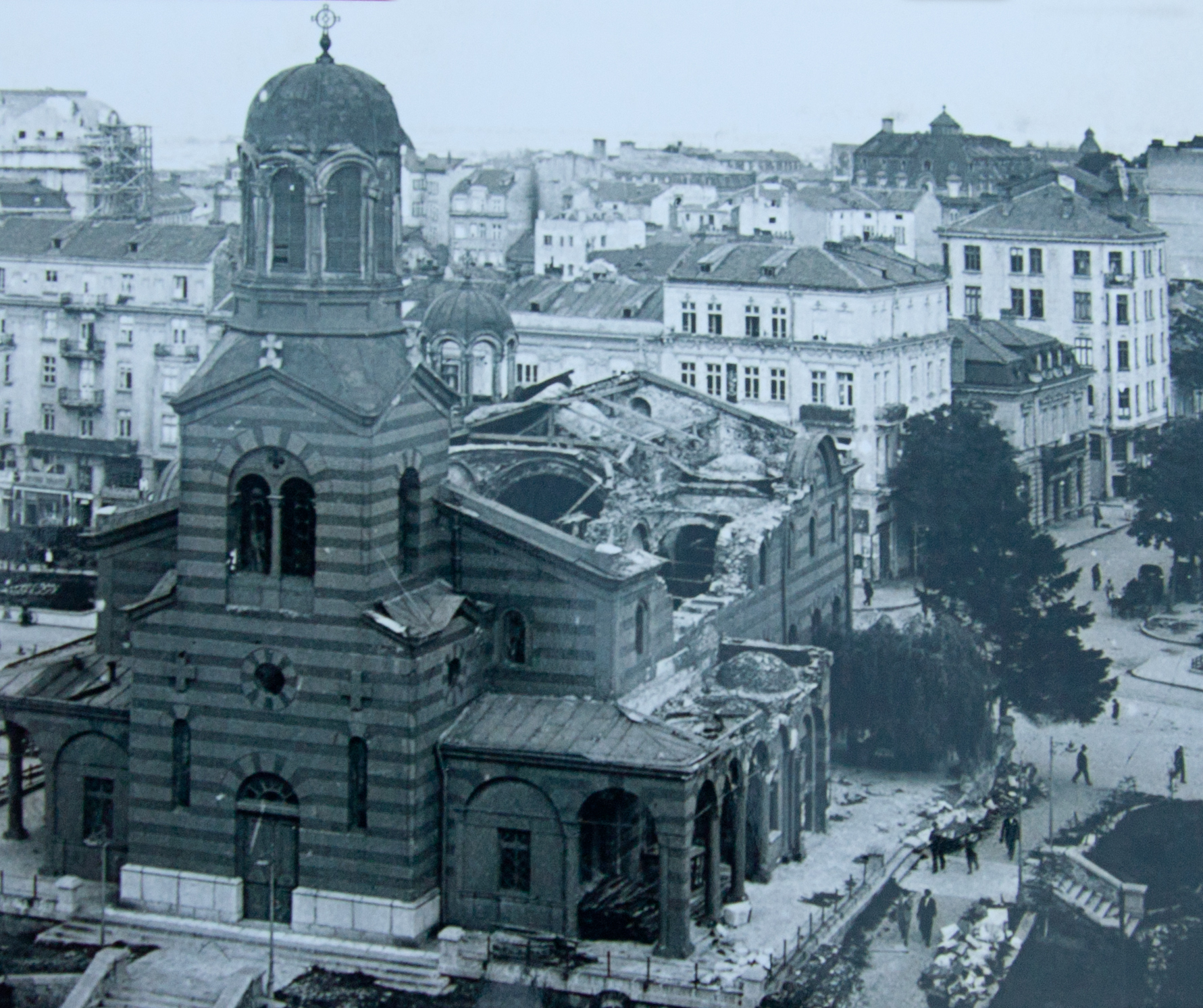
En bild på kyrkan efter att den utsattes för terroristattentatet den 16 april 1925.

### Fotnoter
1. 1 2  hämtat från: polskspråkiga Wikipedia.[källa från Wikidata]
2. ↑  ”Sofia Church Terror Attack Vie for Bulgaria Top Event” (på engelska). The Free Library. 22 februari 2010. http://www.thefreelibrary.com/Sofia+Church+Terror+Attack+Vie+for+Bulgaria+Top+Event.-a0218282242. Läst 30 augusti 2014.